# Gynoplistia nebulosa
Gynoplistia nebulosa är en tvåvingeart som beskrevs av Edwards 1923. Gynoplistia nebulosa ingår i släktet Gynoplistia och familjen småharkrankar. Inga underarter finns listade i Catalogue of Life.